# Zwiastowanie (obraz Jana van Eycka, Waszyngton)
Zwiastowanie (niderl. De annunciatie in de kerk) – olejny obraz niderlandzkiego malarza Jana van Eycka datowany na lata 1434–1436. Znajduje się obecnie w National Gallery of Art w Waszyngtonie. Pierwotnie obraz został namalowany na desce, ale został przeniesiony na płótno. Uważa się, że stanowił jedno ze skrzydeł tryptyku.

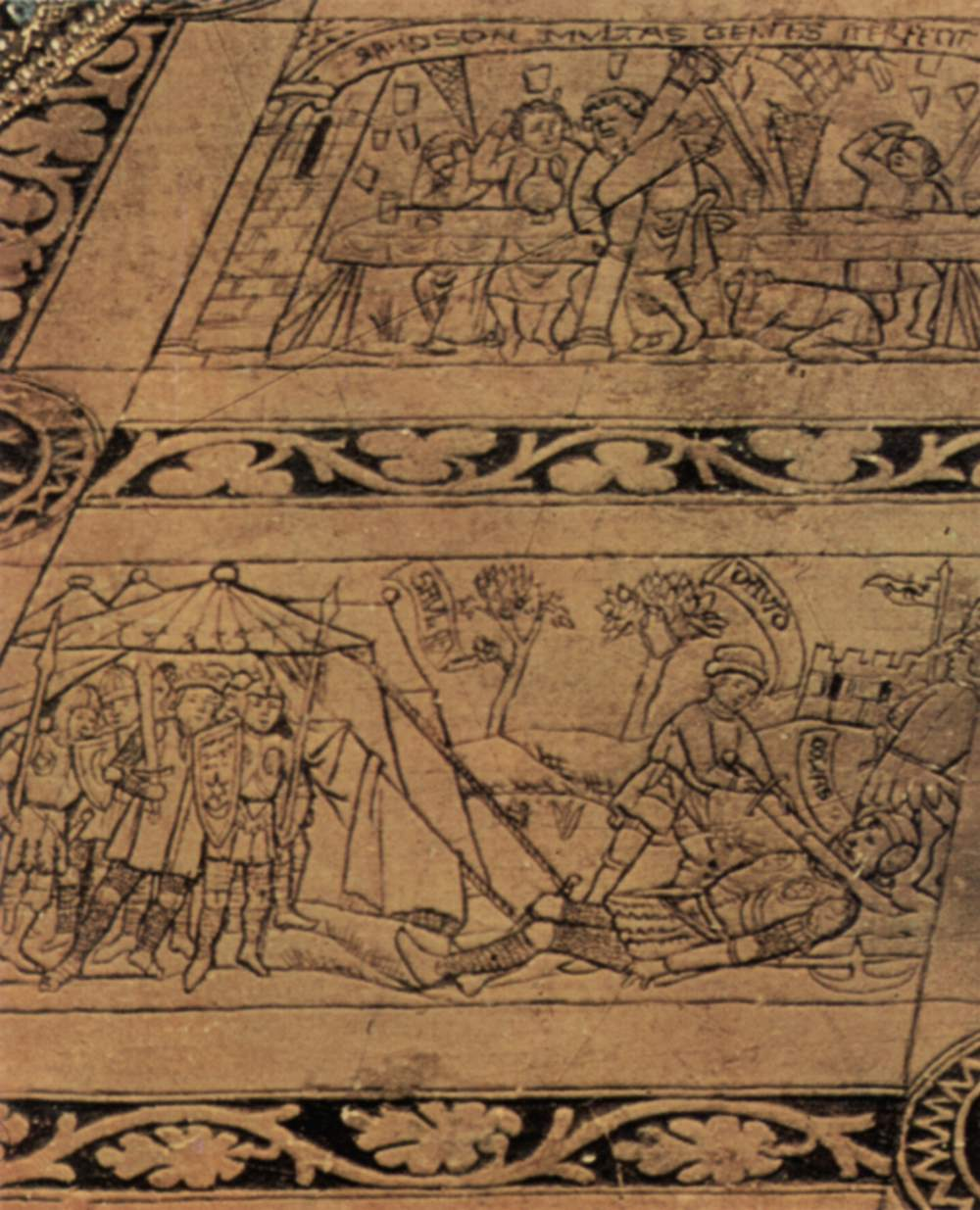
Płyty podłogi; na górze Samson, na dole Dawid z Goliatem.

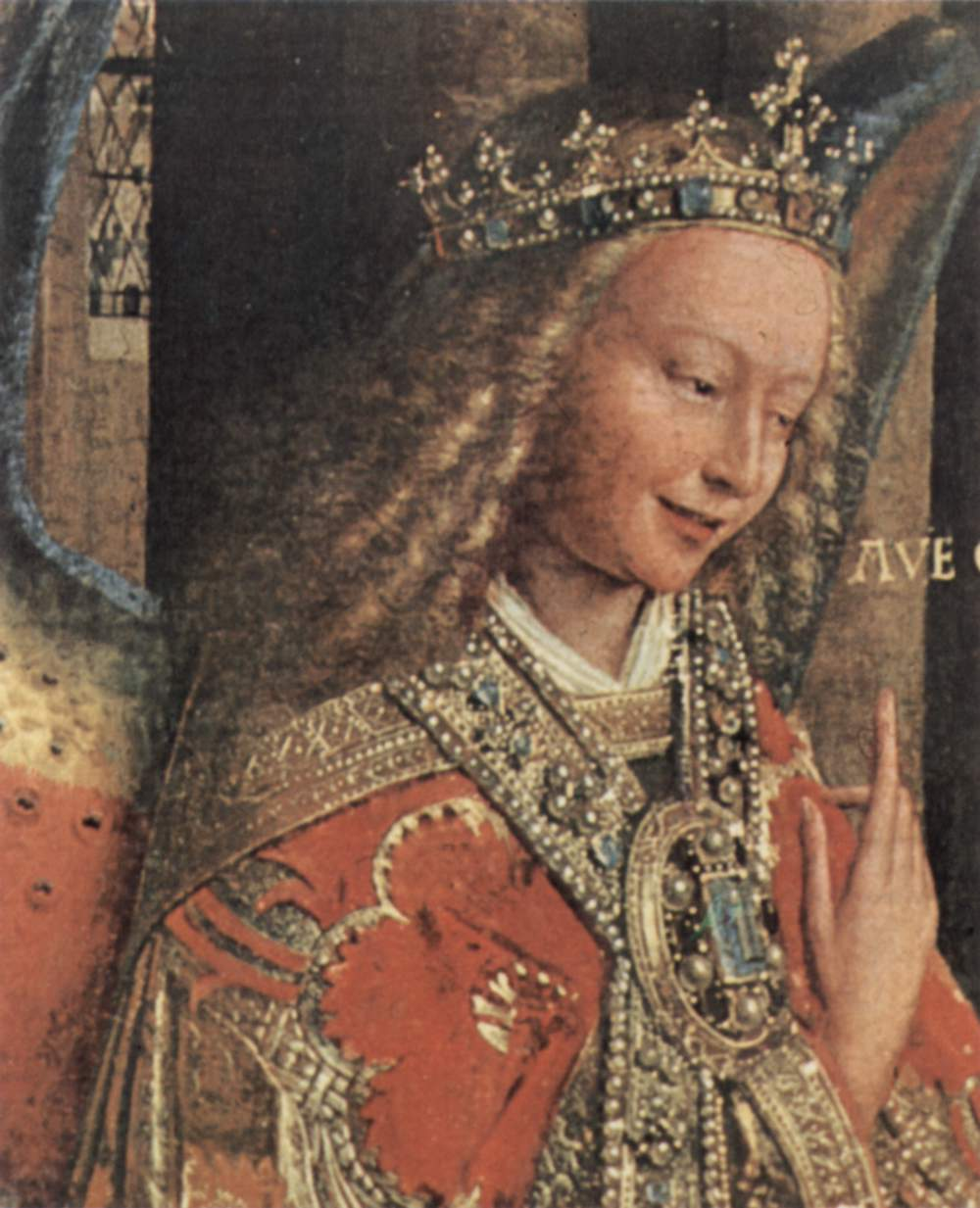
Gabriel

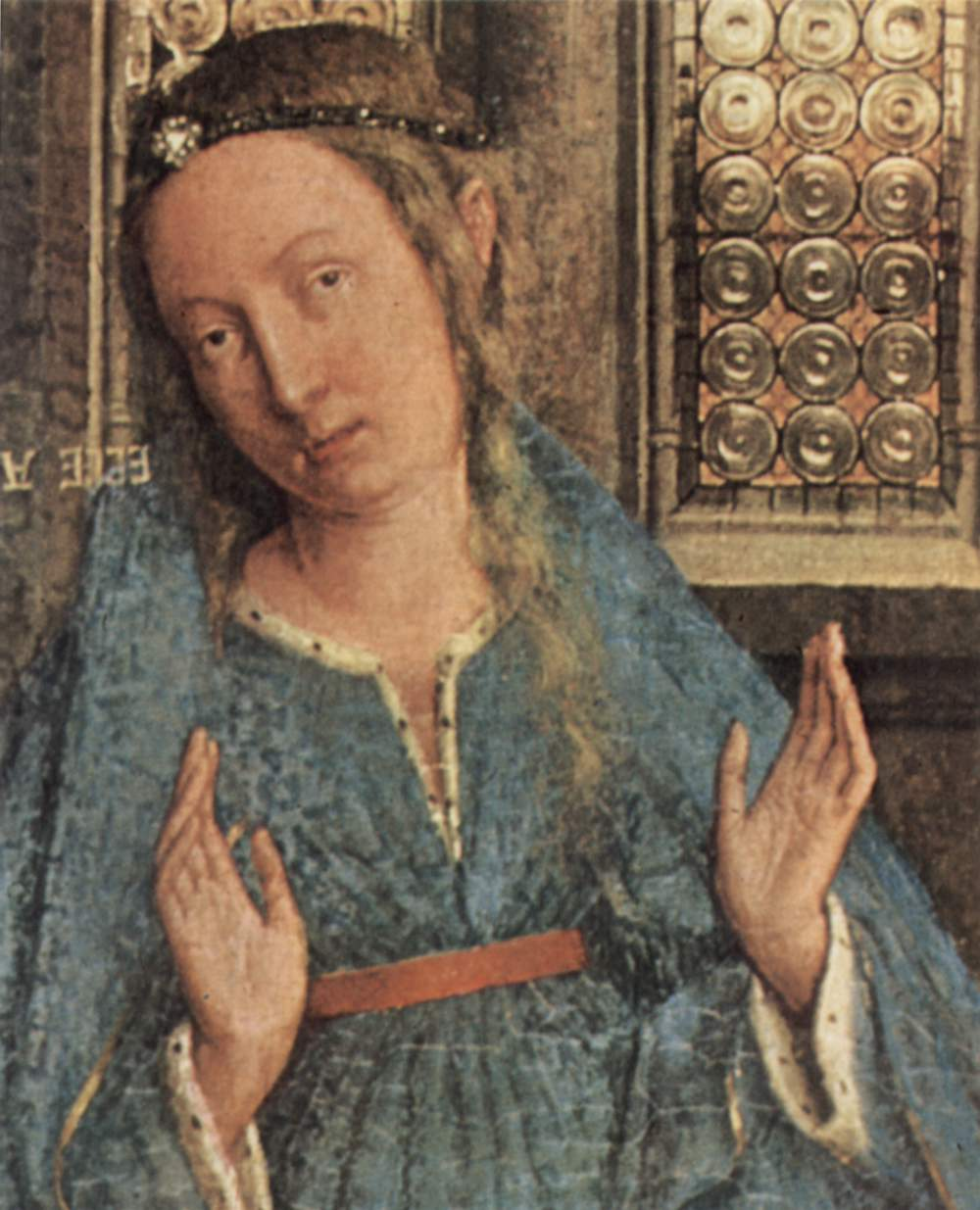
Maryja

Zwiastowanie jest dziełem bardzo złożonym, pełnym metafor i przesłań, które są często dyskutowane przez historyków sztuki. Scena przedstawia archanioła Gabriela, który zwiastuje Maryi, że urodzi Syna Bożego (Łk 1,26-38). Na obrazie wypisane są słowa pozdrowienia anielskiego: „AVE GRÃ. PLENA” (Bądź pozdrowiona, łaski pełna) oraz odpowiedź Maryi: „ECCE ANCILLA DÑI.” (Oto ja służebnica Pańska), która została odwrócona do góry nogami, ponieważ skierowana jest do góry, do Boga. Duch Święty w postaci gołębicy spływa na siedmiu promieniach światła, które prawdopodobnie symbolizują siedem darów Ducha.
Poprzez wcielenie Chrystusa czasy prawa, Starego Testamentu, przeminęły i nadszedł czas łaski Boga. Myśl tę wyraża architektura kościoła, która z romańskich łuków okien na górze przechodzi w ostre łuki gotyku w dolnych arkadach. Na podłodze umieszczone zostały sceny ze Starego Testamentu, które stanowią prefigurację wydarzeń z Nowego Testamentu, np. pokonanie Goliata przez Dawida zapowiada zwycięstwo Chrystusa nad szatanem. Pojedyncze okno z witrażowym wizerunkiem Jahwe przeciwstawione jest trzem oknom na dole, które nawiązują do Trójcy Świętej. Malarz celowo nie zachował proporcji – zbyt duża sylwetka Maryi miała podkreślać fakt identyfikowania jej z Kościołem. Białe lilie z przodu mówią nam o czystości Maryi.

## Inskrypcje
Oprócz dialogu archanioła i Maryi możemy na obrazie znaleźć inne inskrypcje. Na górze tylnej ściany kościoła, wokół okna z witrażem zostały namalowane postaci biblijne. Po prawej stronie najdalej na lewo umieszczonej postaci znajduje się napis: MOYSES F[I]SCELLA, nad postacią obok: FI...PHARAONIS, a na banderoli: O IN... VS HEBREORVM HIC EST. W witrażu na kuli ziemskiej wypisano: ASIA.